# عدالت برادر
عدالت برادر (به انگلیسی: Brother's Justice) فیلمی محصول سال ۲۰۱۰ و به کارگردانی دیوید پالمر و دکس شپارد است. در این فیلم بازیگرانی همچون دکس شپارد، تام آرنولد، اشتون کوچر، بردلی کوپر، دیوید کوچنر، مایکل روزنبام، نیت تاک، جان فاورو، رایان هانسن و ست گرین ایفای نقش کرده‌اند.